# Ломниця (Кюстендильська область)
Ло́мниця (болг. Ломница) — село в Кюстендильській області Болгарії. Входить до складу общини Кюстендил.

## Населення
За даними перепису населення 2011 року у селі проживали 7 осіб, з них 6 осіб (85,7%) — болгари.
Розподіл населення за віком у 2011 році:
Динаміка населення: